# Индийско-таджикистанские отношения
Двусторонние отношения между Республикой Индия и Республикой Таджикистан значительно развились благодаря сотрудничеству по вопросам безопасности и стратегическим вопросам. Индия создала свою первую зарубежную военную базу Фархор в Таджикистане.
Страны являются членами ШОС.

## История
Таджикистан и Индия установили дипломатические отношения 28 августа 1992 года. В 1994 году Индия открыла своё посольство в Душанбе, а в 2003 году Таджикистан открыл своё посольство в Нью-Дели.
Также функционирует Межправительственная комиссия по торгово-экономическому и научно-техническому сотрудничеству.
В 2002 году Индия вложила 10 млн долларов в проект по модернизации старой советской военной базы в Айни, которая будет поддерживаться силами Северного альянса.
Индия предоставила $2 млн экстренной помощи Таджикистану в течение 2008 года, во время центральноазиатского энергетического кризиса.

## Военная база Фархор
Военная авиационная база расположена недалеко от города Пархар на границе с Афганистаном. Авиабаза эксплуатируется военно-воздушными силами Индии в сотрудничестве с военно-воздушными силами Таджикистана. Это единственная военная база Индии, расположенная вне её государственных границ.